# Typhlatya
Typhlatya (Creaser, 1936) — рід прісноводних креветок родини Atyidae, що складається з 18 видів, один з яких (Typhlatya iliffei) позначено МСОП як «Вид на межі зникнення», а ще один (Typhlatya monae) належить до вразливих видів.
Усі представники роду Typhlatya є невеликими за розмірами (менше 20 мм завдовжки) істотами-троглобіонтами, що мешкають переважно у печерах та сенотах. Ареалом Typhlatya є група Карибських островів, Галапагоські острови та острів Вознесіння. Креветки цього роду здатні розвиватися як у абсолютно прісній воді, так і у воді близькій за складом до морської.

## Види
- Typhlatya arfeae Jaume & Bréhier, 2005
- Typhlatya campecheae H. H. Hobbs III & H. H. Hobbs Jr., 1976
- Typhlatya consobrina Botoşăneanu & Holthuis, 1970
- Typhlatya dzilamensis Alvarez, Iliffe & Villalobos, 2005
- Typhlatya elenae Juarrero, 1994
- Typhlatya galapagensis Monod & Cals, 1970
- Typhlatya garciadebrasi Juarrero de Varona & Ortiz, 2000
- Typhlatya garciai Chace, 1942
- Typhlatya iliffei C. W. J. Hart & Manning, 1981
- Typhlatya jusbaschjani (Birstein, 1948)
- Typhlatya kakuki Alvarez, Iliffe & Villalobos, 2005
- Typhlatya miravetensis Sanz & Platvoet, 1995
- Typhlatya mitchelli H. H. Hobbs III & H. H. Hobbs Jr., 1976
- Typhlatya monae Chace, 1954
- Typhlatya pearsei Creaser, 1936
- Typhlatya rogersi Chace & Manning, 1972
- Typhlatya taina Estrada & Gómez, 1987
- Typhlatya utilaensis Alvarez, Iliffe & Villalobos, 2005